# Andor Csaba
Andor Csaba (Budapest, 1950. április 13. – 2022. december 26.) magyar irodalomtörténész, író, matematikus, muzeológus.

## Életpályája
1975-ben diplomázott az Eötvös Loránd Tudományegyetem Természettudományi Kar matematika szakán. 1979-ben filozófiai doktorátust szerzett. Dolgozott az Eötvös Loránd Tudományegyetem Filozófiai Tanszékén, a Magyar Tudományos Akadémia Filozófiai Intézetében, az Országos Pedagógiai Intézetben, a Petőfi Irodalmi Múzeumban és az Országos Széchényi Könyvtárban is.
A Madách Irodalmi Társaság elnöke, több Madách Imrével foglalkozó tanulmánykötet és monográfia szerzője volt. Teofília című regényét a Magvető adta ki 1989-ben.

## Művei
- Rádió és Televízió Szemle (1976-1979)
- A társadalom jelei (1977-1978)
- Jel-kultúra-kommunikáció (1980)
- Teofília (1989)
- Irodalomtörténeti Közlemények (1991)
- Madách Imre kéziratai és levelezése (összeállította, 1992)[6]
- Irodalmi Szemle (1994)
- Siklód temploma és népe (Fehér Györggyel, 1998)
- Majthényi Anna levelezése (2000)
- Százegy aforizma (2002)
- Az alsósztregovai Madách-síremlék (Horánszky Nándorral, 2005)
- Fogyókúra (2008)
- XVII. Madách Szimpózium (2010)
- Első szerelem (2013)
- Ízes étkek (2013)
- Madách Imre és Veres Pálné (2015)
- Újabb Madách-tanulmányok (2018)

## Díjai
- Madách-díj (1998)[7]
- Balassagyarmat díszpolgára (posztumusz, 2023)[8][9]